# Großer Preis von Deutschland 1971
Der Große Preis von Deutschland 1971 (offiziell XXXIII Großer Preis von Deutschland) fand am 1. August auf dem Nürburgring in Nürburg statt und war das siebte Rennen der Automobil-Weltmeisterschaft 1971.

## Berichte

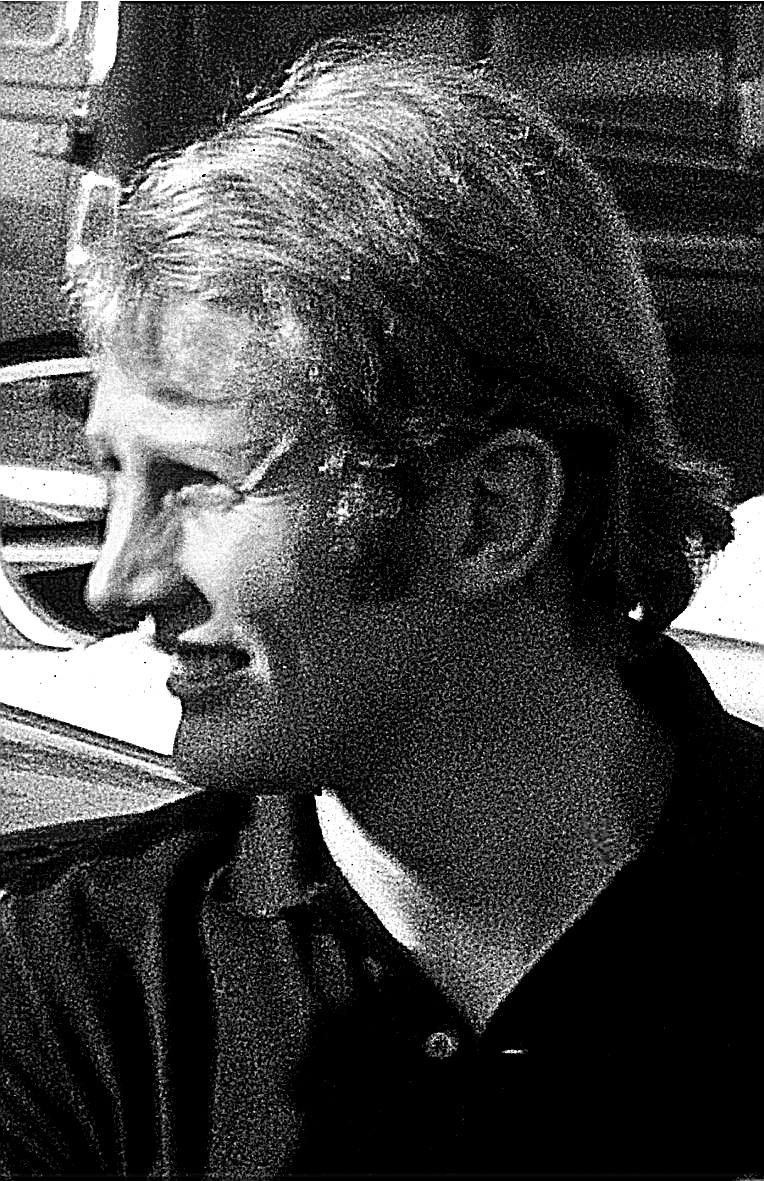
Helmut Marko (hier 1970) bestritt sein erstes Formel-1-Wochenende, konnte sich allerdings nicht qualifizieren.

### Hintergrund
Nach Protesten seitens der Fahrer im Vorjahr war der Nürburgring im Winter 1970/71 mit Leitplanken und neuem Fahrbahnbelag ausgerüstet worden. Zudem wurden einige Kurven und Sprungkuppen entschärft. Dank der dadurch verbesserten Sicherheit kehrte die Formel 1 nach einem Jahr Abstinenz wieder dorthin zurück. 1970 hatte der Große Preis von Deutschland erstmals auf dem Hockenheimring stattgefunden.
Jacky Ickx, der als großer Fan der ursprünglichen Strecke galt, reagierte mit Entsetzen auf den Umbau, da sich die Strecke seiner Meinung nach in eine „Champs-Élysées durch die Eifel“ verwandelt hatte.
Die Renndistanz wurde einmalig auf zwölf Runden verkürzt. In den Folgejahren kehrte man allerdings wieder zu der vor dem Umbau üblichen Anzahl von 14 Runden zurück.
Der am 11. Juli tödlich verunglückte Pedro Rodríguez wurde im Werksteam von B.R.M. durch Vic Elford ersetzt, der dadurch zu seiner einzigen Grand-Prix-Teilnahme in dieser Saison kam, die gleichzeitig seine letzte insgesamt war.
Matra-Werksfahrer Jean-Pierre Beltoise fehlte, da er seine Lizenz wegen der Mitschuld am tödlichen Unfall von Ignazio Giunti ein weiteres Mal zeitweilig entzogen bekam. Aus dem gleichen Grund hatte er bereits beim ersten WM-Lauf der Saison in Südafrika gefehlt.
Nach zwei Grand Prix, an denen er wegen Verpflichtungen in der USAC-Rennserie nicht hatte teilnehmen können, steuerte Mario Andretti nun wieder einen dritten Ferrari.

### Training
Die Trainingssitzungen fanden unter wechselnden Wetterbedingungen statt. Jackie Stewart sicherte sich die Pole-Position vor Jacky Ickx. Sowohl Joakim Bonnier als auch Formel-1-Neuling Helmut Marko verfehlten mit dem von Bonniers Privatteam gemeldeten McLaren M7C die Qualifikation, da das Fahrzeug in einer der ersten Trainingsrunden wegen Kraftstoffmangels ausfiel.

### Rennen

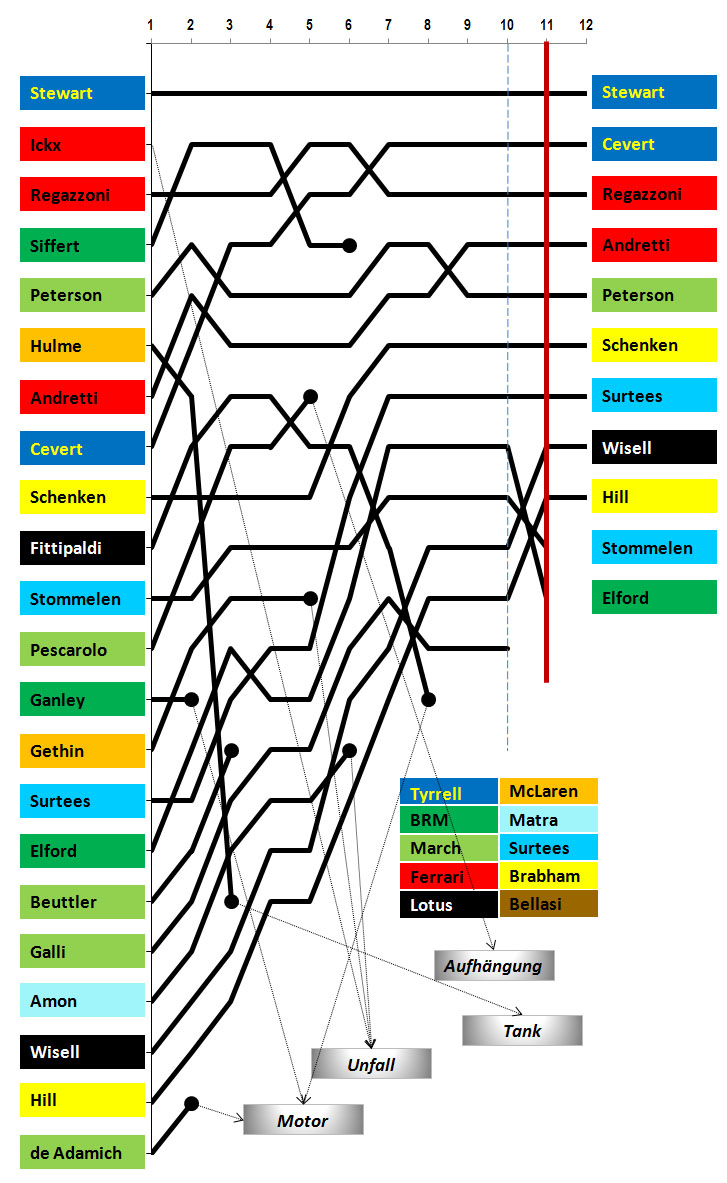
Rennverlauf

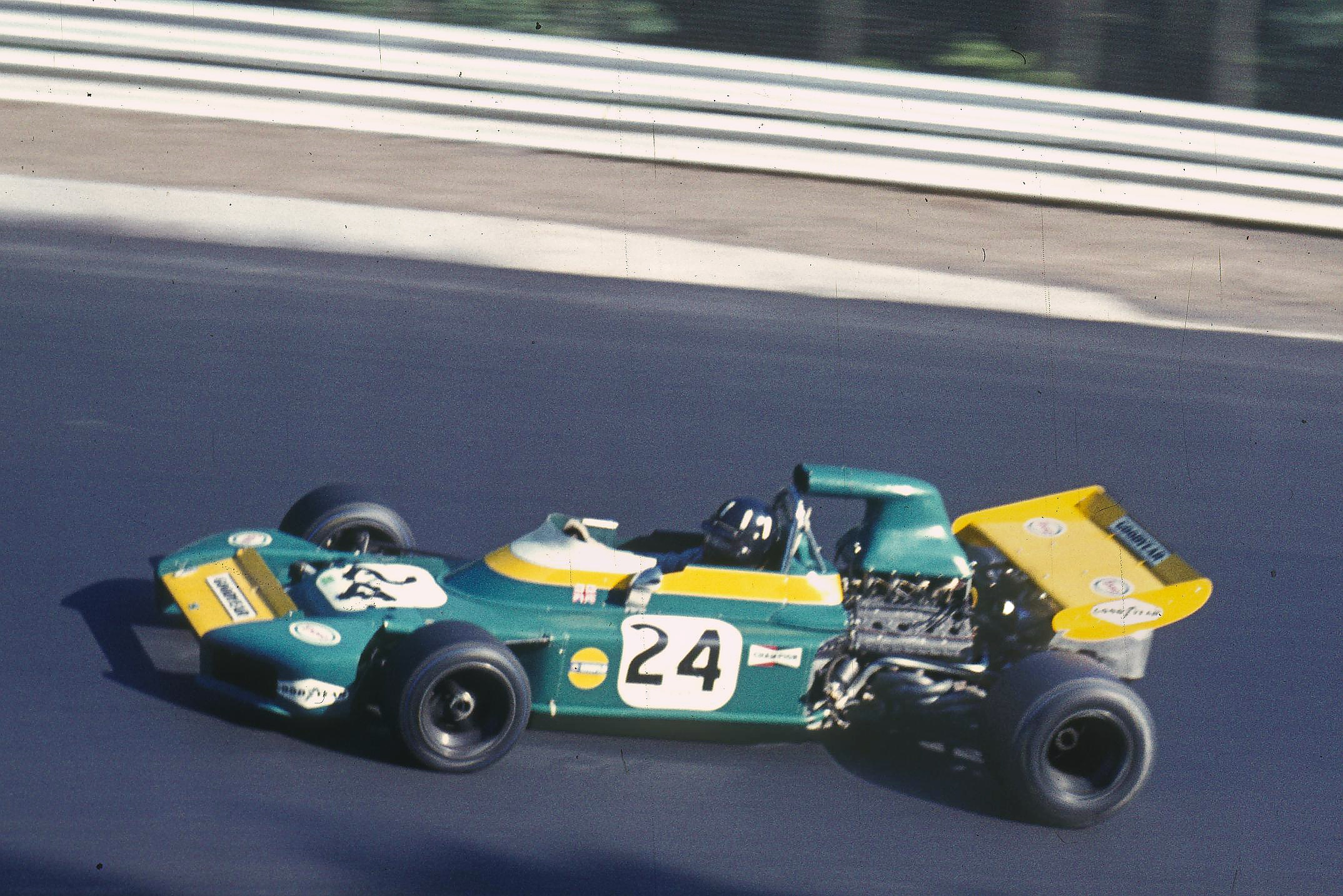
Graham Hill auf Brabham-Ford, im Streckenabschnitt Fuchsröhre

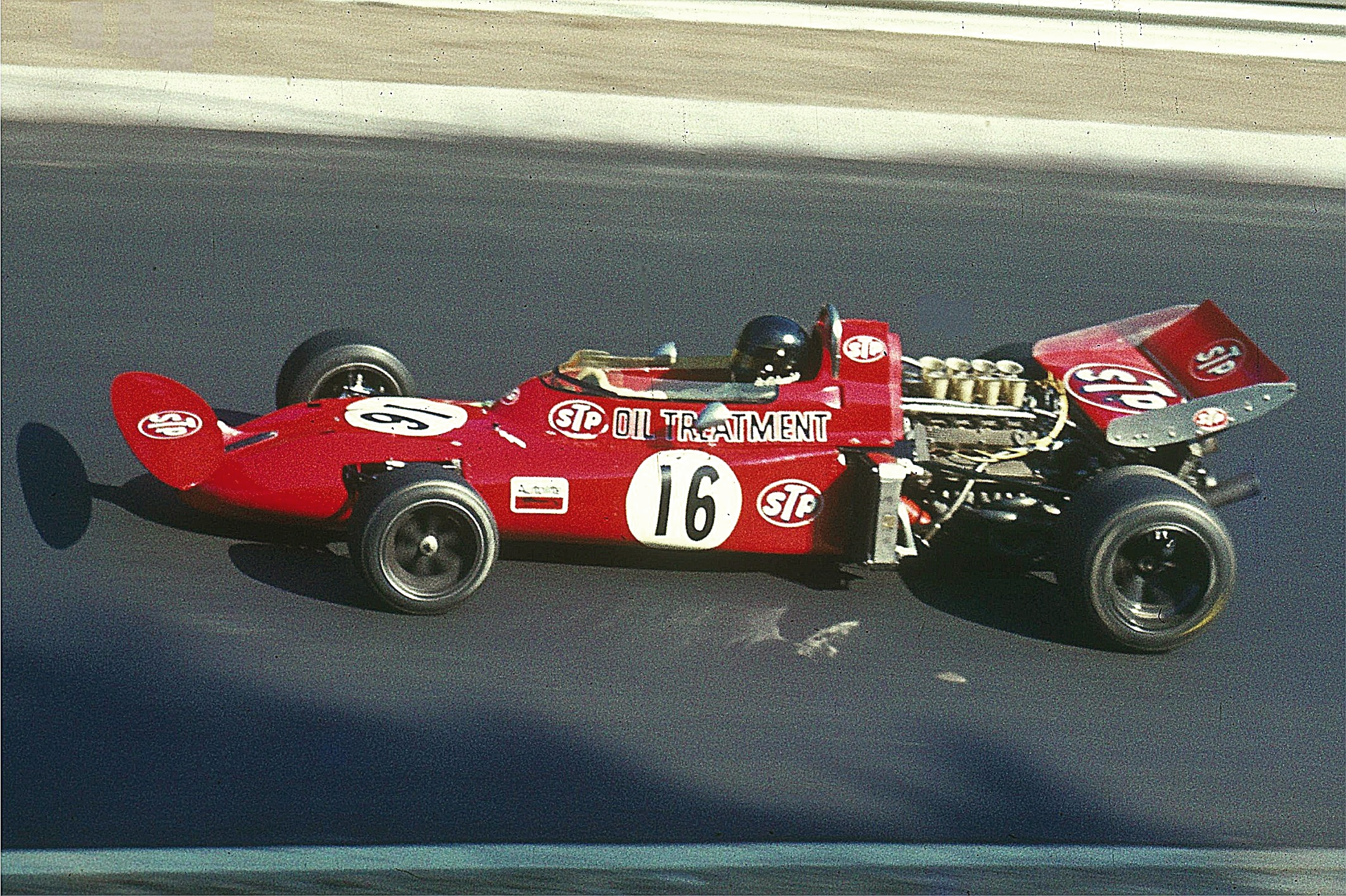
Andrea de Adamich mit seinem March 711 an selber Stelle

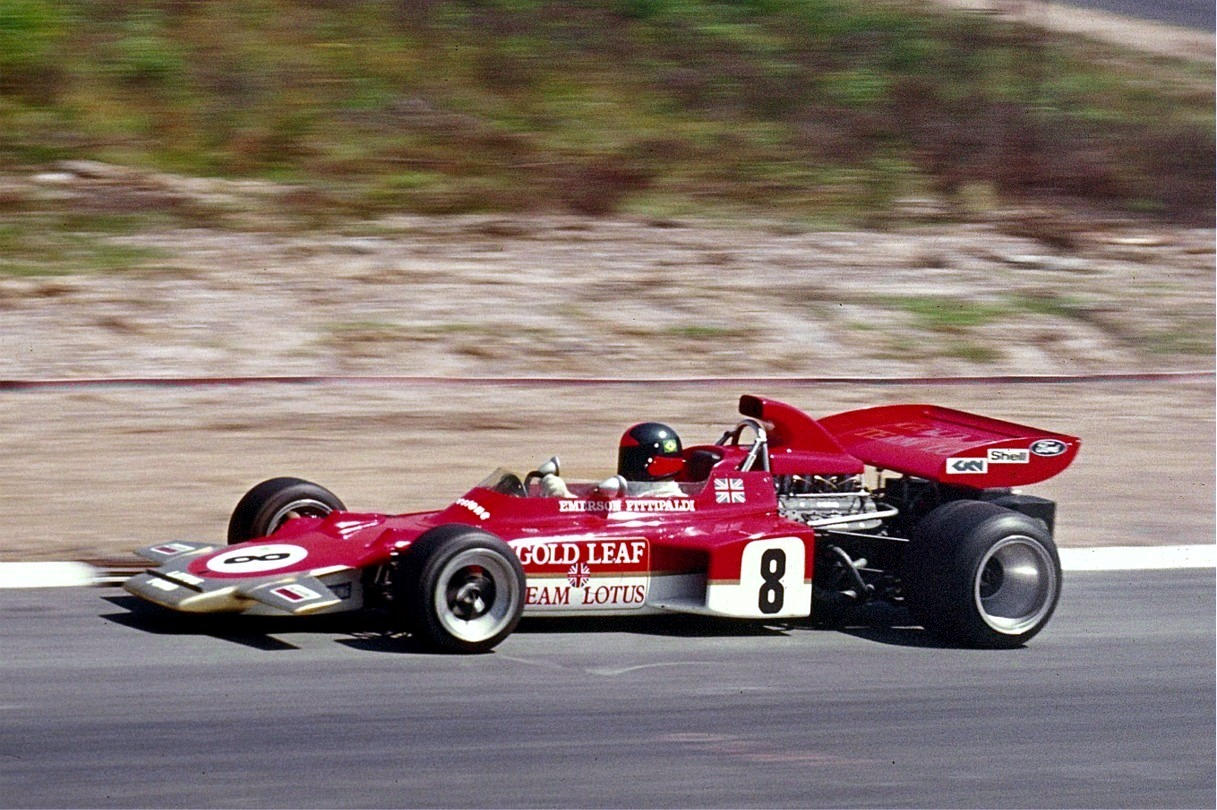
Emerson Fittipaldi (Lotus-Ford 72) im Streckenabschnitt Südkehre, während des Trainings

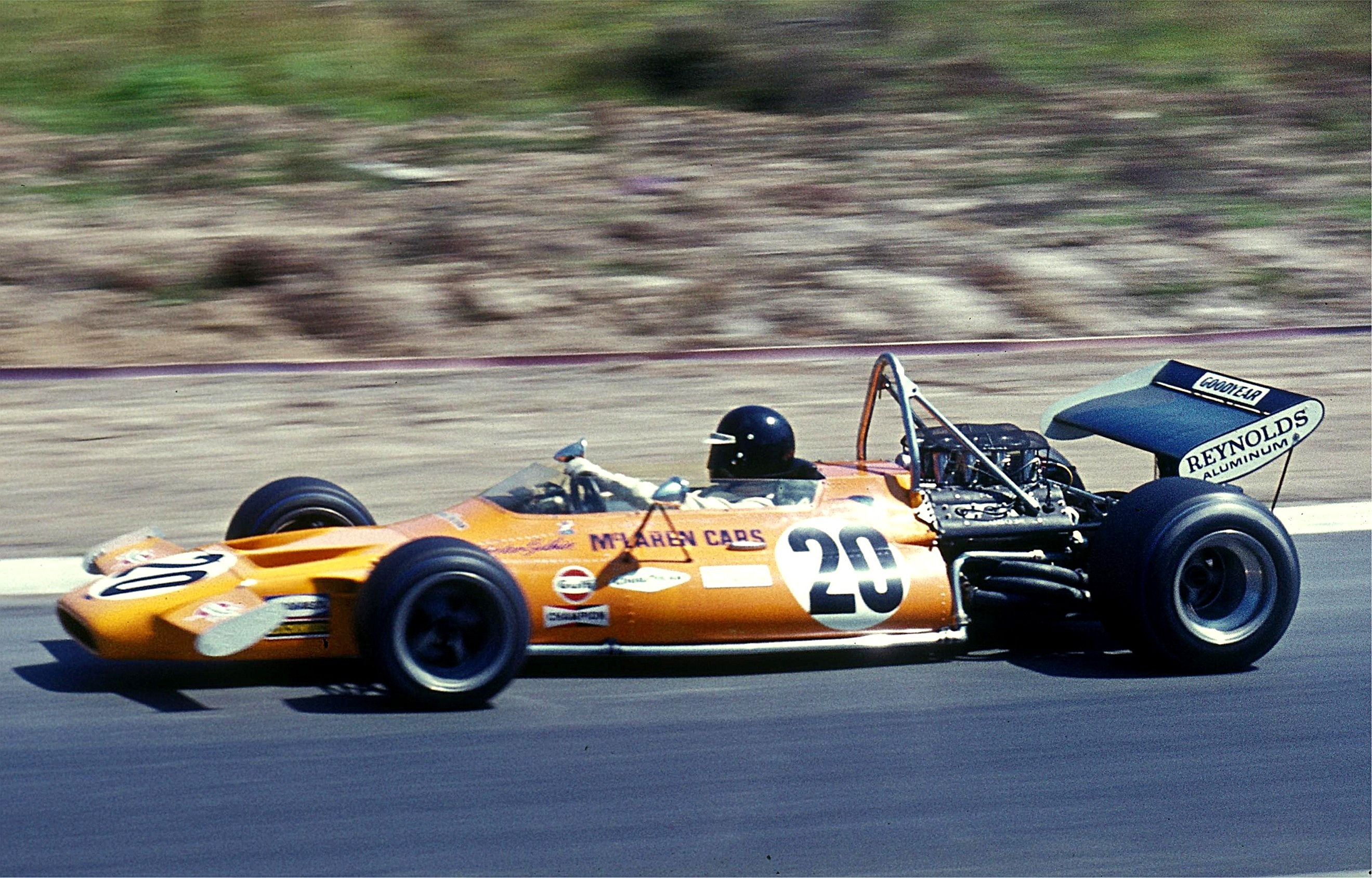
Peter Gethin, im McLaren M19A

Reine Wisells Motor versagte am Start wegen zu geringen Treibstoffdrucks, so dass er das Rennen erst nach einer kurzen Verzögerung aufnehmen konnte und dem Feld hinterherfuhr. Ähnliches galt für Graham Hill, den ein Schaden am Gaspedal am sofortigen Start hinderte. Die nötige Reparatur nahm in seinem Fall etwa drei Minuten in Anspruch.
Vor einer enormen Zuschauerkulisse entlang der rund 22,8 Kilometer langen Rennstrecke übernahm Ickx zunächst die Führung, wurde allerdings bereits während der ersten Runde von Stewart überholt, der die Führung im weiteren Verlauf des Rennens nicht mehr abgab.
In der zweiten Runde drehte sich Ickx im Streckenabschnitt Wippermann. Sein Teamkollege Clay Regazzoni, der direkt folgte, musste ruckartig ausweichen und kam dabei kurzzeitig neben die Strecke. Von Joseph Siffert überholt, konnte er, im Gegensatz zu Ickx, an dritter Position liegend das Rennen fortsetzen, während Stewart durch den Zwischenfall seinen Vorsprung an der Spitze weiter ausgebaut hatte.
Im Laufe der folgenden Runden gelang es François Cevert, sich auf den zweiten Rang nach vorn zu kämpfen. Im Zuge dessen überholte er Andretti, Ronnie Peterson, Siffert und Regazzoni.
Mike Beuttler wurde disqualifiziert, weil er nach einem Reifenschaden einen unerlaubten Weg zu den Boxen genommen hatte.
Stewart gewann das Rennen schließlich souverän. Sein Teamkollege Cevert komplettierte einen Tyrrell-Doppelsieg.

## Meldeliste
| Team                           | Nr. | Fahrer             | Chassis       | Motor                    | Reifen |
| ------------------------------ | --- | ------------------ | ------------- | ------------------------ | ------ |
| Team Tyrrell                   | 02  | Jackie Stewart     | Tyrrell 003   | Ford Cosworth DFV 3.0 V8 | G      |
| Team Tyrrell                   | 02T | Jackie Stewart     | Tyrrell 001   | Ford Cosworth DFV 3.0 V8 | G      |
| Team Tyrrell                   | 03  | François Cevert    | Tyrrell 002   | Ford Cosworth DFV 3.0 V8 | G      |
| Scuderia Ferrari SpA SEFAC     | 04  | Jacky Ickx         | Ferrari 312B2 | Ferrari 001/1 3.0 F12    | F      |
| Scuderia Ferrari SpA SEFAC     | 05  | Mario Andretti     | Ferrari 312B2 | Ferrari 001/1 3.0 F12    | F      |
| Scuderia Ferrari SpA SEFAC     | 06  | Clay Regazzoni     | Ferrari 312B2 | Ferrari 001/1 3.0 F12    | F      |
| Team Surtees                   | 07  | John Surtees       | Surtees TS9   | Ford Cosworth DFV 3.0 V8 | F      |
| Auto Motor und Sport           | 12  | Rolf Stommelen     | Surtees TS9   | Ford Cosworth DFV 3.0 V8 | F      |
| Gold Leaf Team Lotus           | 08  | Emerson Fittipaldi | Lotus 72D     | Ford Cosworth DFV 3.0 V8 | F      |
| Gold Leaf Team Lotus           | 09  | Reine Wisell       | Lotus 72D     | Ford Cosworth DFV 3.0 V8 | F      |
| Equipe Matra Sports            | 10  | Chris Amon         | Matra MS120B  | Matra MS71 3.0 V12       | G      |
| Frank Williams Racing Cars     | 14  | Henri Pescarolo    | March 711     | Ford Cosworth DFV 3.0 V8 | F      |
| STP March Racing Team          | 15  | Ronnie Peterson    | March 711     | Ford Cosworth DFV 3.0 V8 | F      |
| STP March Racing Team          | 16  | Andrea de Adamich  | March 711     | Alfa Romeo T33 3.0 V8    | F      |
| STP March Racing Team          | 17  | Nanni Galli        | March 711     | Alfa Romeo T33 3.0 V8    | F      |
| Bruce McLaren Motor Racing     | 18  | Denis Hulme        | McLaren M19A  | Ford Cosworth DFV 3.0 V8 | F      |
| Bruce McLaren Motor Racing     | 20  | Peter Gethin       | McLaren M19A  | Ford Cosworth DFV 3.0 V8 | F      |
| Yardley Team B.R.M.            | 21  | Joseph Siffert     | BRM P160      | BRM P142 3.0 V12         | F      |
| Yardley Team B.R.M.            | 22  | Vic Elford         | BRM P160      | BRM P142 3.0 V12         | F      |
| Yardley Team B.R.M.            | 23  | Howden Ganley      | BRM P153      | BRM P142 3.0 V12         | F      |
| Motor Racing Developments      | 24  | Graham Hill        | Brabham BT34  | Ford Cosworth DFV 3.0 V8 | G      |
| Motor Racing Developments      | 25  | Tim Schenken       | Brabham BT33  | Ford Cosworth DFV 3.0 V8 | G      |
| Ecurie Bonnier                 | 27  | Joakim Bonnier     | McLaren M7C   | Ford Cosworth DFV 3.0 V8 | G      |
| Ecurie Bonnier                 | 27  | Helmut Marko       | McLaren M7C   | Ford Cosworth DFV 3.0 V8 | G      |
| Clarke-Mordaunt-Guthrie Racing | 28  | Mike Beuttler      | March 711     | Ford Cosworth DFV 3.0 V8 | F      |

Anmerkungen
1. ↑  Der mit einem "T" hinter der Startnummer versehene Tyrrell 001 stand Stewart als T-Car zur Verfügung, kam jedoch nicht zum Einsatz.
2. ↑  Der McLaren M7C mit der Startnummer 27 des Privatteams von Bonnier wurde sowohl für ihn selbst als auch für Marko gemeldet. Beiden Fahrern gelang es jedoch nicht, sich damit zu qualifizieren.

## Klassifikationen

### Startaufstellung
| Pos. | Fahrer             | Konstrukteur          | Zeit       | Ø-Geschwindigkeit | Start |
| ---- | ------------------ | --------------------- | ---------- | ----------------- | ----- |
| 01   | Jackie Stewart     | Tyrrell-Ford Cosworth | 7:19,0     | 187,257 km/h      | 01    |
| 02   | Jacky Ickx         | Ferrari               | 7:19,2     | 187,172 km/h      | 02    |
| 03   | Joseph Siffert     | B.R.M.                | 7:22,4     | 185,818 km/h      | 03    |
| 04   | Clay Regazzoni     | Ferrari               | 7:22,7     | 185,692 km/h      | 04    |
| 05   | François Cevert    | Tyrrell-Ford Cosworth | 7:23,4     | 185,399 km/h      | 05    |
| 06   | Denis Hulme        | McLaren-Ford Cosworth | 7:26,0     | 184,318 km/h      | 06    |
| 07   | Ronnie Peterson    | March-Ford Cosworth   | 7:26,5     | 184,112 km/h      | 07    |
| 08   | Emerson Fittipaldi | Lotus-Ford Cosworth   | 7:27,5     | 183,701 km/h      | 08    |
| 09   | Tim Schenken       | Brabham-Ford Cosworth | 7:29,8     | 182,761 km/h      | 09    |
| 10   | Henri Pescarolo    | March-Ford Cosworth   | 7:30,3     | 182,558 km/h      | 10    |
| 11   | Mario Andretti     | Ferrari               | 7:31,7     | 181,992 km/h      | 11    |
| 12   | Rolf Stommelen     | Surtees-Ford Cosworth | 7:34,7     | 180,792 km/h      | 12    |
| 13   | Graham Hill        | Brabham-Ford Cosworth | 7:36,1     | 180,237 km/h      | 13    |
| 14   | Howden Ganley      | B.R.M.                | 7:36,6     | 180,039 km/h      | 14    |
| 15   | John Surtees       | Surtees-Ford Cosworth | 7:36,7     | 180,000 km/h      | 15    |
| 16   | Chris Amon         | Matra Sports          | 7:37,3     | 179,764 km/h      | 16    |
| 17   | Reine Wisell       | Lotus-Ford Cosworth   | 7:39,96    | 178,724 km/h      | 17    |
| 18   | Vic Elford         | B.R.M.                | 7:39,98    | 178,716 km/h      | 18    |
| 19   | Peter Gethin       | McLaren-Ford Cosworth | 7:41,4     | 178,166 km/h      | 19    |
| 20   | Andrea de Adamich  | March-Alfa Romeo      | 7:41,7     | 178,051 km/h      | 20    |
| 21   | Nanni Galli        | March-Alfa Romeo      | 7:47,8     | 175,729 km/h      | 21    |
| 22   | Mike Beuttler      | March-Ford Cosworth   | 7:52,6     | 173,944 km/h      | 22    |
| DNQ  | Joakim Bonnier     | McLaren-Ford Cosworth | 8:17,0     | 165,404 km/h      | –     |
| DNQ  | Helmut Marko       | McLaren-Ford Cosworth | keine Zeit | –                 | –     |

### Rennen
| Pos. | Fahrer             | Konstrukteur          | Runden | Stopps | Zeit       | Start | Schnellste Runde |
| ---- | ------------------ | --------------------- | ------ | ------ | ---------- | ----- | ---------------- |
| 01   | Jackie Stewart     | Tyrrell-Ford Cosworth | 12     | 0      | 1:29:15,7  | 01    | 7:20,8           |
| 02   | François Cevert    | Tyrrell-Ford Cosworth | 12     | 0      | + 30,1     | 05    | 7:20,1           |
| 03   | Clay Regazzoni     | Ferrari               | 12     | 0      | + 37,1     | 04    | 7:21,1           |
| 04   | Mario Andretti     | Ferrari               | 12     | 0      | + 2:05,0   | 11    | 7:32,8           |
| 05   | Ronnie Peterson    | March-Ford Cosworth   | 12     | 0      | + 2:29,1   | 07    | 7:32,3           |
| 06   | Tim Schenken       | Brabham-Ford Cosworth | 12     | 0      | + 2:38,6   | 09    | 7:32,0           |
| 07   | John Surtees       | Surtees-Ford Cosworth | 12     | 0      | + 3:19,0   | 15    | 7:35,0           |
| 08   | Reine Wisell       | Lotus-Ford Cosworth   | 12     | 0      | + 6:31,7   | 17    | 7:39,8           |
| 09   | Graham Hill        | Brabham-Ford Cosworth | 12     | 0      | + 6:37,0   | 13    | 7:28,8           |
| 10   | Rolf Stommelen     | Surtees-Ford Cosworth | 11     | 0      | + 1 Runde  | 12    | 7:44,4           |
| 11   | Vic Elford         | B.R.M.                | 11     | 0      | + 1 Runde  | 18    | 7:39,7           |
| 12   | Nanni Galli        | March-Alfa Romeo      | 10     | 0      | + 2 Runden | 21    | 7:49,5           |
| –    | Emerson Fittipaldi | Lotus-Ford Cosworth   | 7      | 0      | DNF        | 08    | 7:42,9           |
| –    | Chris Amon         | Matra                 | 6      | 0      | DNF        | 16    | 7:47,9           |
| –    | Henri Pescarolo    | March-Ford Cosworth   | 5      | 0      | DNF        | 10    | 7:36,2           |
| –    | Peter Gethin       | McLaren-Ford Cosworth | 5      | 0      | DNF        | 19    | 7:41,3           |
| –    | Denis Hulme        | McLaren-Ford Cosworth | 3      | 0      | DNF        | 06    | 7:44,4           |
| –    | Howden Ganley      | B.R.M.                | 2      | 0      | DNF        | 14    | 7:47,2           |
| –    | Andrea de Adamich  | March-Alfa Romeo      | 2      | 0      | DNF        | 20    | 15:52,9          |
| –    | Jacky Ickx         | Ferrari               | 1      | 0      | DNF        | 02    | 7:40,2           |
| DSQ  | Joseph Siffert     | B.R.M.                | 6      | 0      | –          | 03    | 7:30,0           |
| DSQ  | Mike Beuttler      | March-Ford Cosworth   | 3      | 0      | –          | 22    | 7:50,3           |

## WM-Stände nach dem Rennen
Die ersten sechs des Rennens bekamen 9, 6, 4, 3, 2, 1 Punkt(e). Die besten fünf Ergebnisse der ersten sechs Rennen und die besten vier der letzten fünf Rennen zählten zur Meisterschaft. In der Konstrukteurswertung zählten dabei nur die Punkte des bestplatzierten Fahrers eines Teams.

### Fahrerwertung
| Pos. | Fahrer               | Konstrukteur                       | Punkte |
| ---- | -------------------- | ---------------------------------- | ------ |
| 01   | Jackie Stewart       | Tyrrell-Ford                       | 51     |
| 02   | Jacky Ickx           | Ferrari                            | 19     |
| 03   | Ronnie Peterson      | March-Ford                         | 17     |
| 04   | Mario Andretti       | Ferrari                            | 12     |
| 05   | Clay Regazzoni       | Ferrari                            | 12     |
| 06   | François Cevert      | Tyrrell-Ford                       | 12     |
| 07   | Emerson Fittipaldi   | Lotus-Ford                         | 10     |
| 08   | Pedro Rodríguez †    | B.R.M.                             | 9      |
| 09   | Chris Amon           | Matra                              | 8      |
| 10   | Denis Hulme          | McLaren-Ford                       | 6      |
| 11   | Joseph Siffert       | B.R.M.                             | 4      |
| 12   | Reine Wisell         | Lotus-Pratt & Whitney / Lotus-Ford | 4      |
| 13   | Henri Pescarolo      | March-Ford                         | 3      |
| 14   | Rolf Stommelen       | Surtees-Ford                       | 3      |
| 15   | John Surtees         | Surtees-Ford                       | 3      |
| 16   | Jean-Pierre Beltoise | Matra                              | 1      |
| 17   | Tim Schenken         | Brabham-Ford                       | 1      |
| 18   | Howden Ganley        | B.R.M.                             | 0      |
| 19   | Brian Redman         | Surtees-Ford                       | 0      |

| Pos. | Fahrer            | Konstrukteur              | Punkte |
| ---- | ----------------- | ------------------------- | ------ |
| 20   | Gijs van Lennep   | Surtees-Ford              | 0      |
| 21   | Graham Hill       | Brabham-Ford              | 0      |
| 22   | Peter Gethin      | McLaren-Ford              | 0      |
| 23   | Nanni Galli       | March-Alfa Romeo          | 0      |
| 24   | Vic Elford        | B.R.M.                    | 0      |
| 25   | Andrea de Adamich | March-Alfa Romeo          | 0      |
| 26   | François Mazet    | March-Ford                | 0      |
| –    | Dave Charlton     | Lotus-Ford / Brabham-Ford | 0      |
| –    | John Love         | March-Ford                | 0      |
| –    | Jackie Pretorius  | Brabham-Ford              | 0      |
| –    | Joakim Bonnier    | McLaren-Ford              | 0      |
| –    | Àlex Soler-Roig   | March-Ford                | 0      |
| –    | Skip Barber       | March-Ford                | 0      |
| –    | Dave Walker       | Lotus-Pratt & Whitney     | 0      |
| –    | Max Jean          | March-Ford                | 0      |
| –    | Derek Bell        | Surtees-Ford              | 0      |
| –    | Mike Beuttler     | March-Ford                | 0      |
| –    | Jackie Oliver     | McLaren-Ford              | 0      |

### Konstrukteurswertung
| Pos. | Konstrukteur | Punkte |
| ---- | ------------ | ------ |
| 01   | Tyrrell-Ford | 51     |
| 02   | Ferrari      | 32     |
| 03   | March-Ford   | 17     |
| 04   | Lotus-Ford   | 13     |
| 05   | B.R.M.       | 12     |

| Pos. | Konstrukteur     | Punkte |
| ---- | ---------------- | ------ |
| 06   | Matra            | 8      |
| 07   | McLaren-Ford     | 6      |
| 08   | Surtees-Ford     | 5      |
| 09   | Brabham-Ford     | 1      |
| 10   | March-Alfa Romeo | 0      |